# Luleå Kommunföretag
Luleå Kommunföretag Aktiebolag är ett förvaltningsbolag bildat 1992 av Luleå kommun för att agera förvaltningsbolag åt kommunens bolag. Bolagets styrelse utses av kommunfullmäktige i Luleå kommun.

## Dotterbolag
Bland Luleå Kommunföretags dotterbolag finns bland annat bostadsbolaget Lulebo, elleverantören Luleå Energi samt kollektivtrafikbolaget Luleå Lokaltrafik.
Andra dotterbolag:
- Luleå Expo AB bildades 1986 under namnet Luleå Mäss och Kongress och ordnar mässor, konferenser och evenemang åt Luleå kommun.[2] I september 2014 föreslog styrelsen för Luleå Expo och Luleå Kommunföretag att bolaget skulle avvecklas.[3]

- Luleå Hamn AB tillhandahåller tjänster i Luleå hamn så som bogsering, underhåll, personal vid oljehamnen samt kranförare.[4][5]

- Luleå Renhållning Aktiebolag bildades 1901 och är ansvariga för renhållningen i Luleå kommun (förut Luleå stad).[6]

- Nordiskt FlygTeknikCentrum Aktiebolag är ett bolag ansvarigt för Sveriges nordligaste flygteknikutbildning.[7]

- Kronan Exploatering AB är ett bolag ansvarigt för exploateringen av stadsdelen Kronan. Bolaget ska marknadsföra stadsdelen samt representera kommunen vid försäljning av mark och fastigheter.[8]